# マガジン・ストリート (ニューオーリンズ)

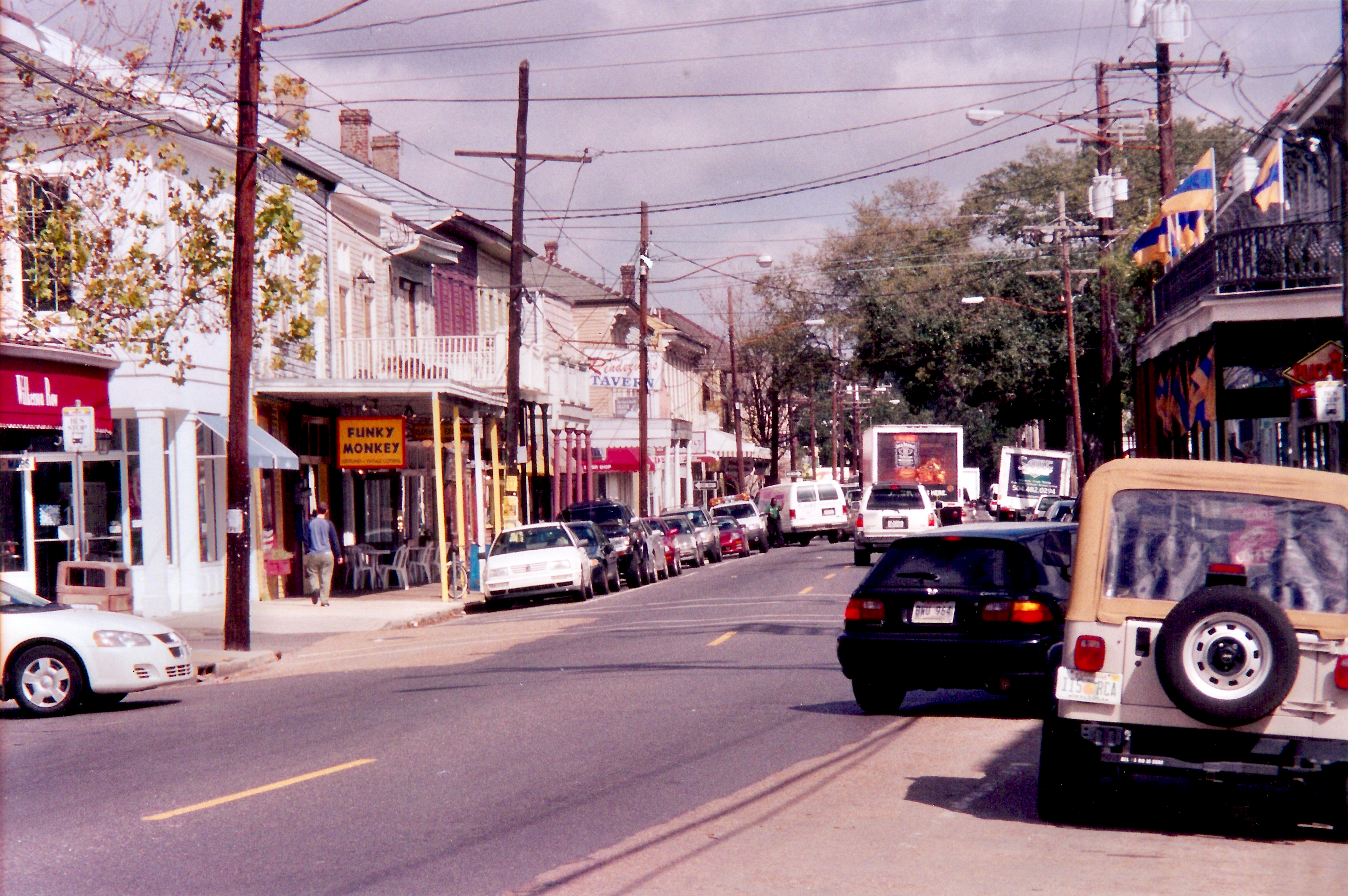
マガジン・ストリートの商店街

マガジン・ストリート (Magazine Street)とは、アメリカ合衆国ルイジアナ州ニューオーリンズの通りの名称である。
カナル・ストリートとの接点から始まり、フレンチ・クオーターとは逆方面をミシシッピ川に平行する形で走り、中心業務地区、ガーデン地区を抜けてオーデュボン公園までの約10キロメートルほどをつないでいる。尚、カナル・ストリートを隔てたフレンチ・クオーター側では、この通りはディケイター・ストリートとして続いている。
通りの名前は、18世紀後半に建設された倉庫"Magazin"に由来している。この倉庫は、ニューオーリンズから輸出される商品の格納庫として機能した。
マガジン・ストリートは、ニューオーリンズ有数の商業地域として有名である。アンティーク店、アート・ギャラリー、レストラン、コーヒー・ショップ、宝石店など、小規模な商店を中心に数多くの店が軒を連ねる。